# Palazzo Pompei (Potsdam)

Palazzo Pompei original, 1890

Le Palazzo Pompei était un bâtiment du vieux marché de Potsdam. Il a été construit en 1754 selon les plans de Carl Ludwig Hildebrandt, détruit en 1945 et reconstruit en 2016 en tant que bâtiment résidentiel avec la façade d'origine fidèlement reconstituée. Trois des sept mascarons au-dessus des fenêtres du premier étage, qui avaient survécu dans un jardin de la fondation des palais prussiens, ont à nouveau été replacés comme des originaux. Ils sont un peu plus sombres que les autres (reconstitués) à cause de leur ancienneté. À l'origine, l'aubergiste Johann Friedrich Schmidt avait construit la maison pour son restaurant Zum Roten Adler . 
Le bâtiment a été conçu sur le modèle du Palazzo Pompei à Vérone et porte donc son nom.  

## Sources
- (de) Contribution à l'histoire du palazzo Pompéi à Potsdam.
- (de) « Neue Mitte in Potsdam: Kopie der Kopie », dans Potsdamer Neueste Nachrichten, 25 septembre 2015 Lire en ligne